# Amerila rubondoi
Amerila rubondoi là một loài bướm đêm thuộc phân họ Arctiinae, họ Erebidae.